# Yvelines
Yvelines este un departament francez situat la vest de Paris, în marea sa centură, în regiunea Île-de-France. Se întinde pe 2.284 km² și cuprinde 259 de comune. Cu 1.456.365 de locuitori (2021), acest departament este cel mai populat din marea centură și al optulea ca mărime din Franța.
Acesta provine din divizarea departamentului Seine-et-Oise, decisă în 1964 și intrată în vigoare în 1968. Numele său se datorează poetului Jehan Despert și face referire la vechea pădure Yveline. INSEE și La Poste îi atribuie codul 78, fostul număr al departamentului Seine-et-Oise.
Reședința sa este Versailles, un oraș care s-a dezvoltat sub Vechiul Regim în jurul castelului său, fiind capitala Regatului Franței alternativ cu Parisul.

## Geografie

### Localizare
Departamentul Yvelines face parte din regiunea Île-de-France. Situat în centrul Bazinului Parisian, la vest și sud-vest de Paris, distanța sa față de capitală variază de la aproximativ douăzeci de kilometri (Chatou se află la 14 km de Paris, Versailles la 16 km) până la aproximativ cincizeci de kilometri (Rambouillet este la 53 km de Paris).
Departamentele limitrofe sunt Val-d'Oise la nord, Hauts-de-Seine la est și Essonne la sud-est, trei departamente din Île-de-France care, la fel ca Yvelines, provin din divizarea fostului departament Seine-et-Oise. La sud-vest, se învecinează cu Eure-et-Loir, departament al regiunii Centre-Val de Loire, iar la nord-vest cu Eure, departament al regiunii Normandia.
Estul departamentului, precum și nordul de-a lungul Senei, fac parte din aglomerația pariziană, în timp ce restul departamentului este încă rural și cuprinde zone întinse împădurite, precum pădurea Rambouillet.
Principalele orașe (cu o populație de peste 25.000 de locuitori), în ordine descrescătoare, sunt: Versailles (reședința de departament), Sartrouville, Mantes-la-Jolie (subprefectură), Saint-Germain-en-Laye (subprefectură), Poissy, Conflans-Sainte-Honorine, Montigny-le-Bretonneux, Plaisir, Houilles, Les Mureaux, Trappes, Guyancourt și Rambouillet (subprefectură). Majoritatea acestora se află în nord-estul departamentului, precum și în orașul nou Saint-Quentin-en-Yvelines, care include douăsprezece comune, printre care Montigny-le-Bretonneux, reunite într-o comunitate de aglomerație.
Două parcuri naturale regionale se află integral sau parțial în departamentul Yvelines: Parcul Natural Regional al Văii Superioare a Chevreuse (21.300 ha) și o parte din Parcul Natural Regional Vexin Francez (11.984 ha dintr-un total de 65.670 ha).
Timp de peste un secol, trei câmpii din Yvelines și Val-d'Oise au fost utilizate ca terenuri de împrăștiere a apelor reziduale provenite din rețeaua de canalizare a Parisului. În consecință, solurile sunt puternic poluate cu metale grele, provocând cazuri de saturnism, în special la copii.

### Relief și geologie
Relieful departamentului Yvelines este cel al unei câmpii fragmentate de văi relativ pronunțate, având o altitudine medie de aproximativ 150 de metri. Cel mai înalt punct natural, de 201 metri, se află în pădurea Garennes, în comuna Lainville-en-Vexin, la extremitatea nordică a departamentului, pe marginea sudică a Vexinului Francez. Totuși, un deal artificial situat la Élancourt atinge 231 de metri. De asemenea, comuna Les Alluets-le-Roi este cea mai înaltă localitate din Yvelines, cu un vârf situat la 187 de metri altitudine, pe un platou care poartă același nume.
Cel mai jos punct al departamentului, la 9 metri altitudine, se află în Limetz-Villez, în vestul cursului Senei, la locul unde fluviul părăsește Yvelines pentru a intra în departamentul Eure.
Structura geologică a departamentului Yvelines se încadrează în cea a regiunii Île-de-France și, mai general, în cea a Bazinului Parisian, o vastă depresie sedimentară aproximativ centrată pe Paris. Aceasta este alcătuită dintr-o suprapunere de straturi sedimentare din era terțiară, alternând calcare, marnă, nisipuri și argile.
Aceste straturi se sprijină pe un substrat gros de cretă din Cretacicul superior, care iese la suprafață pe versanții anumitor văi. Acest fenomen este vizibil în special în valea Senei, unde s-au format faleze de cretă, uneori exploatate pentru realizarea de locuințe trogloditice, de exemplu la Carrières-sur-Seine, Méricourt, Mousseaux-sur-Seine, Gommecourt sau Bennecourt.
Sedimentele terțiare au fost puternic erodate de cursurile de apă, în principal de Sena, și înlocuite în fundul văilor de aluviuni cuaternare. Pe platouri, depozitele eoliene semnificative de loess au dat naștere unor soluri agricole fertile.
Anumite straturi geologice sunt exploatate pentru producerea materialelor de construcție. Este vorba în special de agregate aluvionare (nisipuri, pietrișuri etc.), extrase din terasele aluviale ale Senei sau din lunca majoră a fluviului, exploatate în special în apropiere de Mantes-la-Jolie (în meandrele de la Guernes și Moisson).
De asemenea, calcarele și argilele sunt exploatate pentru fabricarea cimentului, în special în cariera de la Guitrancourt (Ciments Calcia, grupul Italcementi). O carieră situată la Sandrancourt (comuna Saint-Martin-la-Garenne), exploatată de Compagnie des sablières de la Seine (grupul Lafarge), furnizează nisipul utilizat pentru operațiunea Paris-Plages.

Hartă a comunelor afectate de exploatări subterane.

În trecut, și alte roci au fost exploatate pe scară largă, precum gipsul în zona Hautil, calcarul grosier utilizat în construcții în regiunea Saint-Germain-en-Laye, o activitate încă evocată de toponime precum Carrières-sur-Seine, Carrières-sous-Poissy și Carrières-sous-Bois.
De asemenea, creta a fost exploatată pentru producerea albului de Spania la Bougival, iar gresia și piatra au fost extrase în diferite comune, în special în vale Chevreuse.
Carierele vechi, numeroase în departament, prezintă riscuri de prăbușire, acestea fiind inventariate de „Inspection générale des carrières des Yvelines, de l'Essonne et du Val-d'Oise”. Aproximativ o sută de comune, numite „subminate”, adică în care se află foste cariere subterane abandonate, sunt afectate și sunt răspândite în întregul departament.
Un alt risc pentru construcții, legat de retracția argilei în perioadele de secetă, afectează în mod deosebit departamentul. În 2007, erau în studiu planuri de prevenire a riscului „argilă” pentru cinci comune: Auteuil-le-Roi, Bréval, Magnanville, Saint-Cyr-l'École și Saint-Nom-la-Bretèche.
Pliurile straturilor geologice profunde sunt valorificate pentru crearea unor depozite de gaze naturale în acvifere profunde la Beynes și Saint-Illiers-la-Ville.

### Hidrografie
Departamentul Yvelines este drenat de Sena, care traversează nordul departamentului pe o distanță de aproximativ o sută de kilometri, între Carrières-sur-Seine și Limetz-Villez. Cursul său, cu o pantă foarte mică, este caracterizat de meandre adânci, care lărgesc considerabil valea, în special în meandrul de la Saint-Germain-en-Laye, care înconjoară pădurea cu același nume, și în meandrul de la Moisson, situat la vest, între Mantes-la-Jolie și Bonnières-sur-Seine.
Pe parcursul său în Yvelines, fluviul, navigabil, este reglementat de mai multe baraje, situate la Chatou, Bougival, Andrésy și Méricourt. Sena primește la Conflans-Sainte-Honorine principalul său afluent, Oise, un râu de asemenea navigabil, care parcurge doar 2,5 kilometri în acest departament.
Numeroase râuri secundare, dintre care multe își au izvorul în masivul Rambouillet, adevărat „castel de apă” al departamentului Yvelines, străbat teritoriul în toate direcțiile înainte de a se vărsa, direct sau indirect, pe malul stâng al Senei.
Este vorba în principal despre Bièvre, Orge, Yvette și Rémarde (afluenți ai râului Orge), care curg spre est, despre Mauldre și Vaucouleurs, singurele râuri cu curs integral pe teritoriul departamentului Yvelines, care curg spre nord, și despre Drouette și Vesgre (afluenți ai râului Eure), care curg spre vest.
La nord de Sena (malul drept), singurii afluenți notabili sunt Montcient și Aubette de Meulan, care confluează la Hardricourt, precum și Epte, care marchează limita cu departamentul Eure.
Există relativ puține întinderi de ape stătătoare, cele mai importante fiind lacul Saint-Quentin (250 hectare) și lacurile Hollande, situate în zona Rambouillet, amenajate în secolul al XVII-lea pentru a contribui la alimentarea cu apă a parcului Versailles.
De-a lungul Senei, există numeroase lacuri rezultate din exploatarea fostelor cariere de nisip. Unele dintre acestea au fost amenajate pentru baze de agrement sau porturi de agrement, cum este cazul la Moisson, în timp ce altele au fost clasificate pentru protecția faunei acvatice, precum domeniul Flicourt din Sandrancourt, administrat de Agenția Spațiilor Verzi din Île-de-France.
Prezența acestor cursuri de apă expune populațiile riverane, în special cele de-a lungul Senei și Oise, la riscul de inundații. Pentru a limita consecințele viiturilor, au fost implementate două Planuri de Prevenire a Riscurilor de Inundație (PPRI):
- PPRI pentru Sena și Oise, aprobat în iunie 2007, care vizează 57 de comune[17].
- PPRI pentru Mauldre și Lieutel, aprobat în septembrie 2006, care privește 12 comune (dintre care Épône, La Falaise și Nézel sunt incluse în ambele planuri)[18].

Un al treilea plan, PPRI pentru pârâul Gally, era în curs de elaborare în 2008.
Mai multe pânze freatice sunt prezente în departament, unele dintre ele având o importanță majoră pentru aprovizionarea cu apă potabilă.
- Pânza aluvială a Senei, cu o grosime de 5 până la 10 metri, se află în terasele aluviale ale fluviului. Este o pânză liberă, aflată în conexiune hidraulică cu pânza din cretă (Cretacicul superior), un acvifer situat în stratul inferior.
- Aceste două pânze sunt exploatate de cele două uzine operate de Lyonnaise des Eaux, situate la Croissy-sur-Seine și Flins-sur-Seine, care produc anual 45 și respectiv 32 de milioane de metri cubi de apă.
- Pentru a menține debitul necesar, pânzele sunt realimentate prin injecția, după tratare, a apei pompate din Sena (25 milioane m³ pentru Croissy-sur-Seine și 8 milioane m³ pentru Flins-sur-Seine)[21].

Pânza freatică a Albianului, prezentă sub întreaga regiune Île-de-France și în departamentele învecinate, este o pânză captivă, situată în profunzime, în straturile de nisipuri din Cretacicul inferior.
Mai multe foraje situate în nord-estul departamentului Yvelines extrag anual 8 milioane de metri cubi de apă, ceea ce reprezintă 36,4 % din totalul extragerilor din întregul bazin.
Pânza freatică a Beauce este exploatată în special în sudul departamentului, fiind utilizată în principal pentru irigații.

### Climă

Diagramă climatică a stației meteo din Trappes (perioada 1961-1990).

Clima departamentului Yvelines este temperată, influențată de ocean spre vest și de caracteristici continentale spre est, deși aceste influențe sunt atenuate de încălzirea cauzată de aglomerația pariziană. Nu este foarte umedă, cu o medie anuală a precipitațiilor de 673 mm. Vânturile dominante din sectorul vestic protejează relativ Yvelines de vârfurile de poluare provenite din centrul aglomerației. Episoadele de furtuni sunt destul de frecvente vara.
Temperatura medie anuală înregistrată la stația meteorologică departamentală din Trappes, pe o perioadă de treizeci de ani (1961-1990), este de 10,3 °C, cu medii maxime și minime de 14,2 °C și 6,3 °C. Luna iulie este cea mai caldă, cu o medie lunară de 28 °C, iar luna ianuarie este cea mai rece, cu 3 °C. Recordul de frig înregistrat la Trappes a fost de −15,8 °C pe 17 ianuarie 1985.
În restul departamentului, recordurile de frig sunt:
- −28,0 °C la Saint-Arnoult-en-Yvelines pe 17 ianuarie 1985,
- −18,0 °C la Les Clayes-sous-Bois pe 17 ianuarie 1985[24],
- −16,2 °C la Orgerus pe 7 ianuarie 2009,
- −15,7 °C la Achères pe 7 ianuarie 2009.

Recordul de căldură a fost de 39,1 °C pe 6 august 2003. Însă, cel mai recent record a fost de 41 °C, înregistrat în vestul parizian, la Verneuil-sur-Seine, pe 7 iulie 2014.
Media anuală a precipitațiilor la Trappes, în perioada 1961-1990, este de 673 mm, cu variații sezoniere reduse. Lunile mai și noiembrie sunt cele mai ploioase, cu 63,1 mm și 60,9 mm, în timp ce februarie și august sunt cele mai secetoase, cu 49,4 mm și 49,8 mm, respectiv. În nordul departamentului, văile fluviului Sena, ale râurilor Oise și Mauldre suferă de un deficit de precipitații, cu o pluviozitate anuală cuprinsă între 550 și 600 mm.
Insolația medie anuală este de 1 687 de ore (perioada 1995-2004, stația meteo din Trappes).
Variațiile locale (microclimatele) afectează în special versanții văii Senei expuși spre nord sau spre sud. De asemenea, există contraste puternice între zonele urbane din est și zonele rurale din vest, atât în ceea ce privește temperaturile, cât și numărul de zile cu ninsoare sau ceață.
Numărul mediu anual de zile în care temperatura depășește 30 °C variază între 10 și 20 (perioada 1995-2004), cu un minim în zonele împădurite din sud-estul departamentului și un maxim în nord-est și de-a lungul văii Senei, din cauza efectului insulei de căldură urbană generat de centrul aglomerației pariziene.
Numărul de zile cu îngheț prezintă, de asemenea, un contrast puternic: 40 de zile de îngheț pe an la Trappes, față de 88 de zile de îngheț pe an la Saint-Arnoult-en-Yvelines, în pădurea Rambouillet.

### Ocuparea teritoriului

Occupation du sol dans les Yvelines.

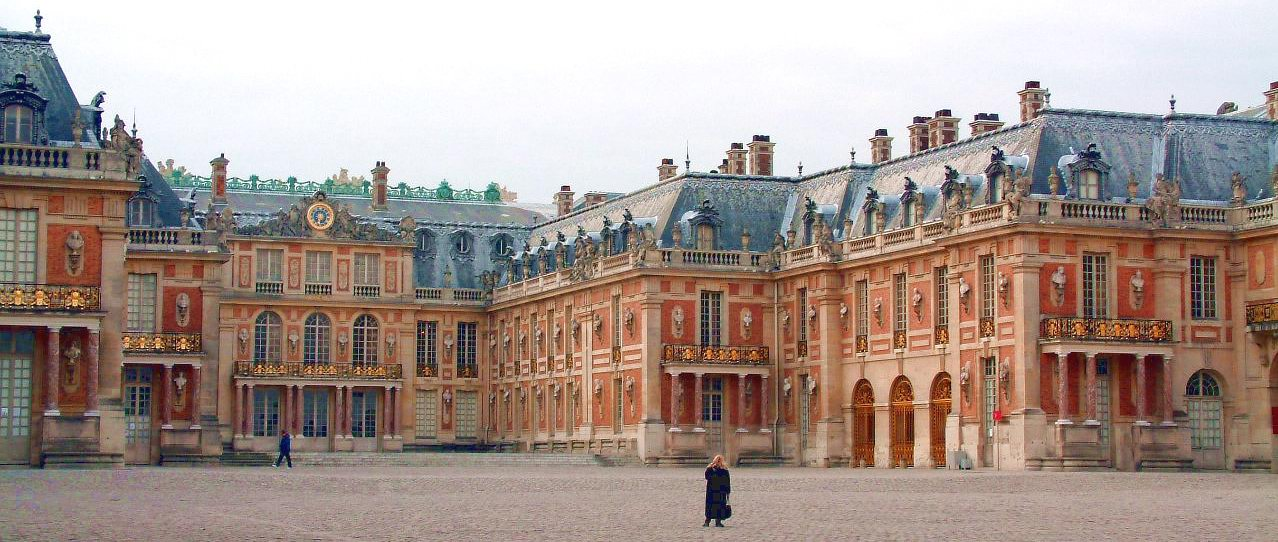
Cour d'honneur du château de Versailles.

În departamentul Yvelines, ocuparea terenului se caracterizează printr-un pronunțat caracter rural. Suprafața utilizată pentru agricultură, de peste 1 000 km², reprezintă aproape jumătate din suprafața departamentului (47 %). Cea mai mare parte (980 km², adică 43,7 % din departament) este destinată agriculturii extensive și mecanizate („mari culturi” de cereale, oleaginoase, proteaginoase etc.).
Zonele acoperite de păduri și terenuri împădurite se ridică la 668 km², ceea ce corespunde unui grad de împădurire de aproximativ 29 %, peste media de 23 % înregistrată în departamentele din vestul parizian (Paris și micul său inel urban, Yvelines, Essonne, Val-d'Oise). Acest lucru face ca Yvelines să fie primul departament din regiunea Île-de-France în ceea ce privește suprafața ocupată de masive forestiere.
Pădurile sunt în principal situate în partea de sud a departamentului (masivul Rambouillet, 20 000 ha), cu excepția extremității sudice, care face parte din regiunea Beauce, precum și în partea de nord (vale fluviului Sena, Vexin francez). Protecția istorică a pădurilor regale a permis păstrarea unor mari suprafețe împădurite în nord-est, precum:
- pădurea Saint-Germain-en-Laye (3 500 ha),
- pădurea Marly (2 000 ha),
- pădurea Versailles (1 057 ha).

Cu toate acestea, aceste păduri au fost fragmentate de infrastructuri majore, cum ar fi linia feroviară Paris-Rouen în pădurea Saint-Germain-en-Laye sau autostrada A13 în pădurea Marly, iar pădurea Versailles este foarte parcelată.
Teritoriul rural, incluzând și suprafețele acoperite de apă (cursuri de apă, lacuri și iazuri), reprezintă 79,5 % din suprafața totală a departamentului.

Comune incluse în unitatea urbană a Parisului (cu roșu).

În ciuda urbanizării intense care s-a dezvoltat în departament de la sfârșitul celui de-Al Doilea Război Mondial, suprafața urbanizată, concentrată în mare parte în nord-estul departamentului, se limitează la 21,5 % din teritoriu, dintre care 6,4 % reprezintă spații urbane deschise, incluzând în principal parcuri, grădini și echipamente sportive în aer liber.
Suprafața destinată locuințelor ocupă aproximativ 200 km², adică 8,9 % din teritoriu, dintre care peste 87 % este reprezentată de locuințe individuale.
Activitățile industriale și comerciale, precum și alte activități din sectorul terțiar, ocupă 1,6 % din suprafața totală, iar echipamentele colective, inclusiv infrastructurile de transport, reprezintă 3,6 %.
INSEE clasifică toate cele 259 de comune din departamentul Yvelines în aria urbană a Parisului, care reprezintă cea mai extinsă definiție a aglomerației pariziene.
Un număr de 85 de comune din nordul și estul departamentului, reunind 81,2 % din populația departamentală, fac parte din unitatea urbană a Parisului, adică din aglomerația continuă. Restul comunelor aparțin coroanei periferice a aglomerației.

### Transporturi

#### Transportul rutier

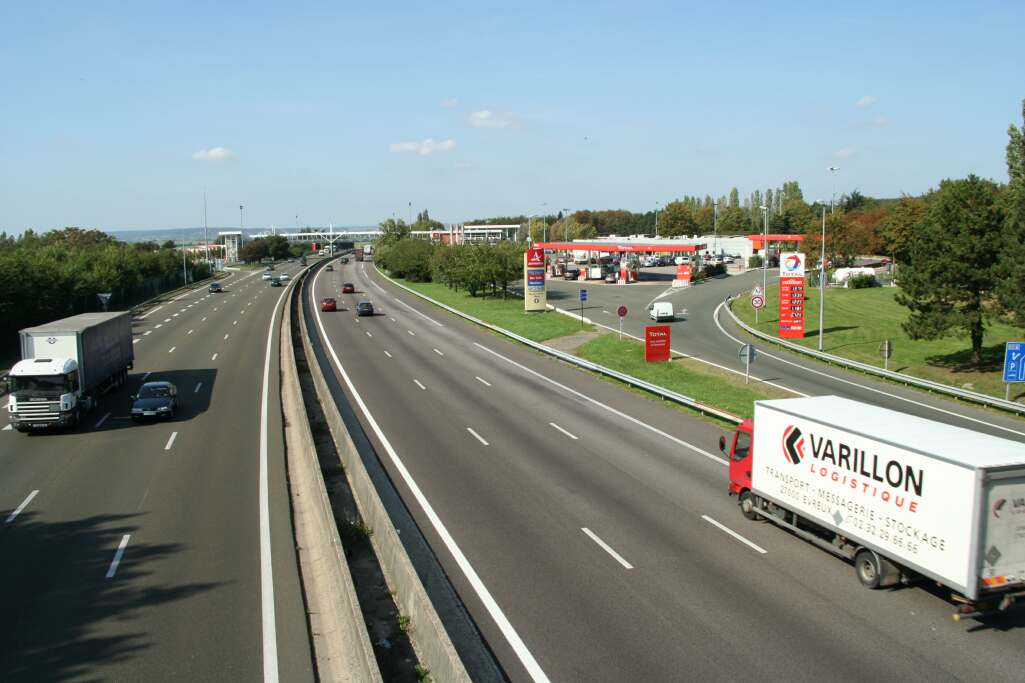
Autostrada A13 la Morainvilliers.

Rețeaua rutieră a departamentului Yvelines cuprinde aproximativ 6 000 km de drumuri:
- 124,9 km de autostrăzi, dintre care 98,8 km sunt autostrăzi concesionate,
- 130,1 km de drumuri naționale,
- 1 577 km de drumuri departamentale, dintre care 579 km în zone urbane[31],
- 4 200 km de drumuri comunale[32].

Rețeaua rutieră este organizată în jurul a trei axe principale care pornesc radial din Paris și urmează trasee antice:
- Drumul național 13 urmează valea fluviului Sena până la Bonnières-sur-Seine. Între Saint-Germain-en-Laye și Mantes-la-Jolie, a fost declasat în drum departamental CD 113 și este dublat de autostrada Normandiei, care este gratuită până la Mantes-la-Jolie. Prima barieră de taxare întâlnită venind dinspre Paris este situată la Buchelay, la ieșirea din Mantes-la-Jolie.
- Drumul național 12, amenajat ca drum expres cu 2x2 benzi, traversează departamentul pe mijloc, între nodul rutier Pont-Colbert din Versailles și limita departamentală cu Eure-et-Loir, către Dreux, pe direcția est-vest, trecând prin Houdan.
- Drumul național 10 se desprinde de RN 12 la Saint-Cyr-l'École și traversează partea de est a departamentului prin Rambouillet. Între Viroflay, Versailles și Saint-Cyr-l’École, a fost declasat ca drum departamental. Pentru traficul pe distanțe lungi, este dublat de autostrada A10, care trece mai la est, prin Essonne, și traversează extremitatea sudică a departamentului, unde se află bariera de taxare de la Saint-Arnoult-en-Yvelines.

Două alte autostrăzi „radiale” deservesc departamentul:
- Autostrada A14, care leagă Paris de Orgeval, unde se unește cu A13, este singura autostradă de ieșire din Paris care este cu taxă.
- Autostrada A12 se desprinde de A13 la triunghiul de la Rocquencourt și se conectează cu RN 10.

Rețeaua de drumuri departamentale și comunale asigură o acoperire relativ densă a teritoriului, în special în nord-estul departamentului, cea mai urbanizată zonă. Totuși, există puține drumuri rapide care conectează axele radiale, atât în interiorul departamentului, cât și cu departamentele învecinate din marea coroană (Essonne - 91 și Val-d'Oise - 95).
În departamentul Yvelines există șaisprezece traversări rutiere ale fluviului Sena, dintre care două viaducte ale autostrăzii A14.
Cea mai recentă dintre acestea este viaductul de la Triel, cu 2×2 benzi, având o lungime de 3 650 m. Construit în 2003, acesta a fost realizat pentru a facilita accesul și a reduce izolarea zonei bucla Chanteloup-les-Vignes.

#### Transport feroviar
Linii de RER care deservesc departamentul Yvelines:
- (RER) A: comunele Chatou, Le Vésinet, Saint-Germain-en-Laye, Houilles, Sartrouville, Maisons-Laffitte, Achères, Poissy, Conflans-Sainte-Honorine.
- (RER) B: comuna Saint-Rémy-lès-Chevreuse.
- (RER) C: comunele Jouy-en-Josas, Les Loges-en-Josas, Versailles, Viroflay, Saint-Cyr-l'École, Montigny-le-Bretonneux.

Linii de Transilien care deservesc departamentul Yvelines
- Transilien Linia J: comunele Conflans-Sainte-Honorine, Houilles, Sartrouville, Maisons-Laffitte, Poissy, Villennes-sur-Seine, Verneuil-sur-Seine, Les Mureaux, Aubergenville, Mézières-sur-Seine, Rosny-sur-Seine, Bonnières-sur-Seine, Andrésy, Triel-sur-Seine, Vaux-sur-Seine, Limay, Mantes-la-Jolie, Mantes-la-Ville, Chanteloup-les-Vignes, Hardricourt, Juziers, Gargenville, Issou, Porcheville, Meulan-en-Yvelines, Épône, Carrières-sur-Seine.
- Transilien Linia L: comunele Houilles, Carrières-sur-Seine, Sartrouville, Maisons-Laffitte, Achères, Conflans-Sainte-Honorine, Versailles, Saint-Nom-la-Bretèche, L'Étang-la-Ville, Bougival, La Celle-Saint-Cloud, Louveciennes, Marly-le-Roi, Viroflay.
- Transilien Linia N: comunele Viroflay, Versailles, Saint-Cyr-L'École, Montigny-le-Bretonneux, Trappes, Coignières, La Verrière, Les Essarts-le-Roi, Le Perray-en-Yvelines, Rambouillet, Fontenay-le-Fleury, Plaisir, Thiverval-Grignon, Les Clayes-sous-Bois, Villepreux, Villiers-Saint-Frédéric, Neauphle-le-Château, Jouars-Pontchartrain, Montfort-l'Amaury, Méré, Garancières, La Queue-les-Yvelines, Orgerus, Béhoust, Tacoignières, Richebourg, Houdan, Beynes, Maule, Mareil-sur-Mauldre, Nézel, Aulnay-sur-Mauldre, Épône, Mézières-sur-Seine, Mantes-la-Jolie.
- Transilien Linia U: comunele Versailles, Saint-Cyr-L'École, Montigny-le-Bretonneux, Trappes, La Verrière.

Chiar mai mult decât rețeaua rutieră, rețeaua feroviară din Yvelines este puternic orientată către Paris, cu trei linii radiale care ajung în capitală: una la Paris-Saint-Lazare și două la Paris-Montparnasse, toate fiind linii duble și electrificate:
- Linia Paris - Rouen:
  - Traversează de două ori fluviul Sena, tăind bucla Montesson.
  - Urmează malul stâng al Senei, trecând prin Poissy și Mantes-la-Jolie.
  - La Mantes-la-Jolie, se bifurcă linia către Caen și Cherbourg.
- Între Paris și Mantes-la-Jolie, o a doua linie, rezervată traficului de banlieue, urmează malul drept al Senei prin Conflans-Sainte-Honorine.

Linia Paris - Granville:
- - Mai puțin importantă, urmează aproximativ traseul RN 12, trecând prin Plaisir și Houdan.
- Linia Paris - Chartres:
  - Este paralelă cu traseul RN 10, trecând prin Versailles și Rambouillet.
  - A pierdut cea mai mare parte a traficului de lungă distanță după inaugurarea TGV Atlantique.
- LGV Atlantique și linia Brétigny - Tours traversează extremitatea sudică a departamentului, fără a-l deservi, urmând un traseu paralel cu autostrada A10.

În departament există doar două linii transversale:
- Rocada feroviară a Parisului, cunoscută sub numele de Grande Ceinture:
  - Este parțial dezafectată în traversarea departamentului Yvelines.
  - Singurele secțiuni exploatate sunt:
    - Tronsonul estic de la Versailles spre Massy-Palaiseau.
    - Din 2022, tronsonul Versailles – Saint-Germain-en-Laye, utilizat de linia 13 a tramvaiului Île-de-France.

  - Tronsonul Sartrouville – Argenteuil este rezervat exclusiv traficului de marfă.
- Linia Plaisir - Grignon – Épône - Mézières:
  - Face legătura între Plaisir și Épône.
  - Permite un acces direct de la Mantes-la-Jolie la Versailles.

#### Transport fluvial

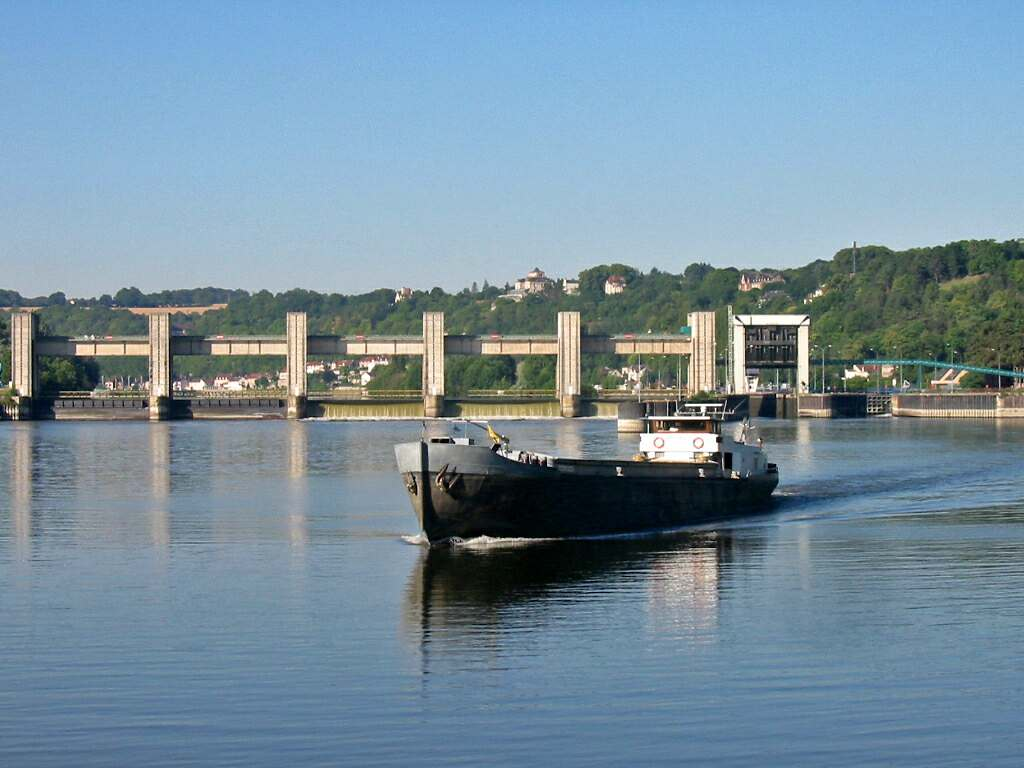
Ecluzele de la Méricourt.

Sena este o importantă cale de tranzit între aglomerația pariziană și mare, având legături și cu rețeaua de canale din nordul Franței și Beneluxului prin râul Oise.
În traversarea departamentului Yvelines, fluviul este reglementat de trei baraje-ecluze (de la amonte spre aval: Chatou/Bougival, Andrésy și Méricourt), delimitând astfel patru sectoare navigabile.
Fluviul este accesibil pentru nave și convoaie de 5 000 de tone și deservește atât instalații private, cât și publice. Printre acestea se numără:
Portul fluvial Limay-Porcheville, gestionat de Portul autonom din Paris, accesibil și pentru nave fluvio-maritime de cabotaj.
Diverse porturi de agrement, destinate navigației de plăcere.

#### Transport aerian

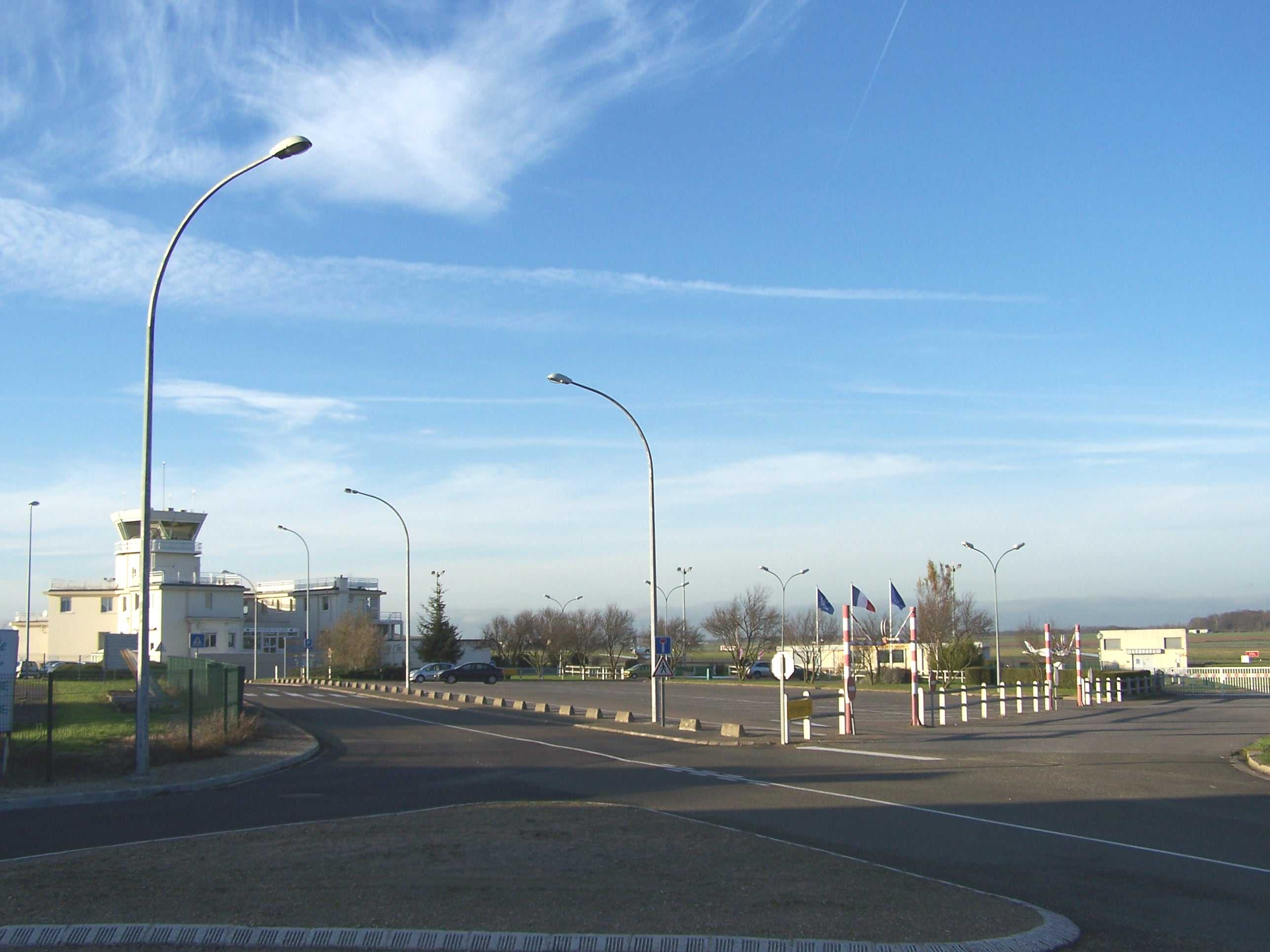
Intrarea în aeroportul Toussus-le-Noble.

Departamentul dispune de mai multe aerodromuri secundare frecventate de aerocluburi: Chavenay-Villepreux, Saint-Cyr-l'École, Toussus-le-Noble, Les Mureaux și Beynes-Thiverval.
- Primele trei sunt administrate de Aéroports de Paris.
- Aerodromul Les Mureaux este gestionat de un SIVU (Syndicat Intercommunal à Vocation Unique) care reunește comunele Les Mureaux și Verneuil-sur-Seine.
- Aerodromul Beynes-Thiverval, unde se practică planorismul, aparține comunei Thiverval-Grignon.

Toussus-le-Noble este cel mai mare aeroport de afaceri din regiunea pariziană.

## Toponimie
Numele Yvelines provine de la pădurea Yveline (la singular), atestată în latina târzie sub forma Sylva Aquilina în secolul al VIII-lea. Prin afereză, denumirea a evoluat în Evelina, apoi în Iveline.
Pluralul Yvelines este eronat.
Este vorba despre o formație toponimică medievală bazată pe vechiul francez ivel, yvel „rezervor de apă”. Ivel este derivat cu sufixul diminutiv -ina > -ine, de unde sensul global de „[pădure de] pâraie mici, mic rezervor de apă”. Numele râului Yvette ar putea avea aceeași origine, iar pentru acesta din urmă este probabil latinescul aqua „apă”, devenit eve, ive în franceza veche, cu sufixul diminutiv -ette. De-a lungul secolelor, aqua a devenit ewe în franceză în secolul al XI-lea, înainte de a evolua spre eve, aive în vestul Franței. Acesta este derivat cu sufixul -el(lus), de unde ivel, evel.
Acest toponim se regăsește în numele mai multor comune situate în regiunea Rambouillet: Saint-Léger-en-Yvelines, La Queue-lez-Yvelines (din 1883), Saint-Arnoult-en-Yvelines (din 1922), Vieille-Église-en-Yvelines (din 1940), Le Perray-en-Yvelines (din 1948), care își marchează astfel apartenența la regiunea naturală a Yveline. În ultimele decenii, acest element tinde să fie adăugat și la numele altor comune, precum Dampierre-en-Yvelines (din 1974), Prunay-en-Yvelines (din 1979) sau Trappes-en-Yvelines (încă neoficializat), precum și la numele unor comunități de aglomerație, cum ar fi Saint-Quentin-en-Yvelines (denumirea orașului nou creat în 1970) sau Mantes-en-Yvelines (comunitate de aglomerație creată în 1999).
Este poetul Jehan Despert cel care a fost „inventatorul” numelui Yvelines pentru acest nou departament: el l-a propus primului președinte al consiliului general, Jean-Paul Palewski.

## Istorie

### Originile

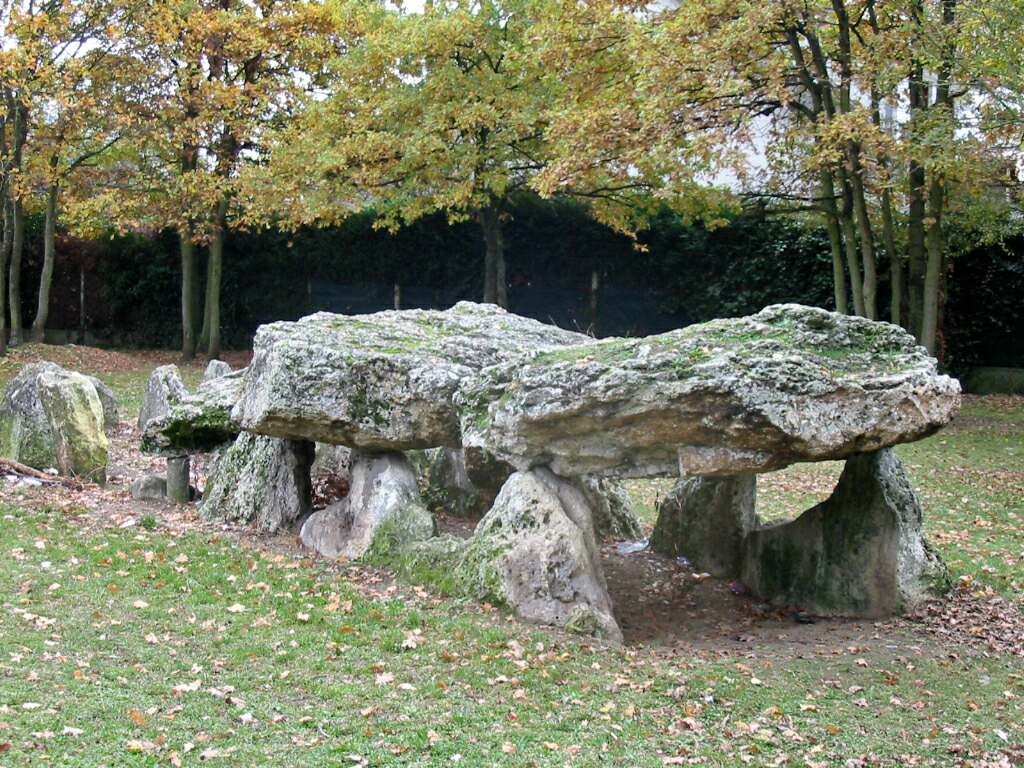
Allée de la Justice la Épône, (Neolitic).

Teritoriul actual al Yvelines este populat încă din preistorie, în special pe malurile Senei, unde prezența umană datează din perioada Elsterianului superior (a doua epocă glaciară a Pleistocenului), acum aproximativ 400 000 de ani.
În aluviunile Senei (în meandrele de la Moisson și Guernes) și în loessurile platourilor au fost descoperite numeroase vestigii ale civilizațiilor acheuleene (Paleoliticul inferior) și mousteriene (Paleoliticul mijlociu). Alte situri atestă prezența lui Homo sapiens în regiune încă din Paleoliticul superior și până în epoca fierului.
Rămășițele monumentelor megalitice de la sfârșitul Neoliticului (aproximativ 3000 î.Hr.), în special mormintele colective (alei acoperite), sunt încă vizibile în special în nordul departamentului. Printre acestea se numără:
- „Allée de la Justice” la Épône[41],
- „Cave aux Fées” la Brueil-en-Vexin[42],
- Dolmenul „Pierre Ardoue” la Saint-Léger-en-Yvelines[43].

Teritoriul Yvelines în epoca galică.

Perioada galică, în care regiunea se afla în principal în teritoriul Carnuților, a lăsat diverse vestigii, cel mai remarcabil sit fiind sanctuarul celtic (fanum) de la Bennecourt. Acesta se afla la granița dintre teritoriile Carnuților, Aulercilor și Véliocas și a dăinuit până în epoca galo-romană.
Din epoca galo-romană au fost identificate mai multe situri, printre care:
- Diodurum (lângă Pontchartrain), un vicus al Carnuților, situat la intersecția a două importante drumuri romane[46],
- Mai multe villae, în special la Richebourg, Limetz-Villez și Les Mesnuls (La Millière),
- Un sanctuar (mithraeum) dedicat zeului Mithra la Septeuil.

O rețea dezvoltată de drumuri romane traversa teritoriul, fiind identificată prin metode diverse, de la observații de teren la prospecțiuni aeriene. Aceasta includea axe majore est-vest și nord-sud, care legau Parisul de Normandia și Beauvais de Chartres, precum și trei puncte de traversare a Senei la Mantes, Meulan și Poissy.
Din epoca merovingiană au fost descoperite numeroase necropole, cea mai importantă aflându-se la Vicq, în centrul departamentului. Prezența crucilor în morminte atestă creștinarea acestui teritoriu între secolele IV-VIII.
În secolul al IX-lea, vikingii urcă pe Sena pentru a ataca Parisul și devastează regiunile pe care le traversează. Ei masacrează, de exemplu, pescarii din Croissy în 845 și își stabilesc o tabără pe timpul iernii pe o insulă la Jeufosse în jurul anului 855. Raidurile încetează abia odată cu Tratatul de la Saint-Clair-sur-Epte, încheiat în 911.

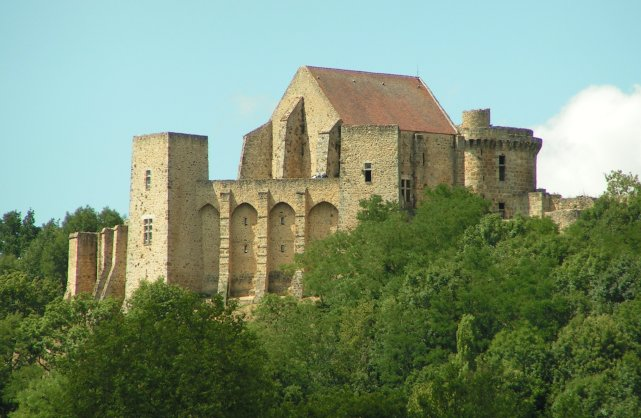
Castelul Madeleine din Chevreuse (secolul al XI-lea).

În vremea regilor capețieni, teritoriul Yvelines, mărginit la vest de Ducatul Normandiei, intră treptat în domeniul regal. În 987, la urcarea pe tron a lui Hugo Capet, doar castelania Poissy, care acoperea regiunea Pincerais, făcea parte din acesta.
Mulți seniori locali erau vasali ai regelui Franței, dar anumite familii puternice îi contestau suzeranitatea, printre care:
- Conții de Meulan,
- Conții de Vexin, în nord,
- Conții de Montfort și seniorii de Rochefort, în sud.

Aceste familii nu vor fi supuse complet decât în timpul domniei lui Filip August.
În această perioadă, teritoriul se umple de castele fortificate, dintre care unele vestigii s-au păstrat până astăzi, precum și de mănăstiri și priorate.

### Războiul de 100 de Ani

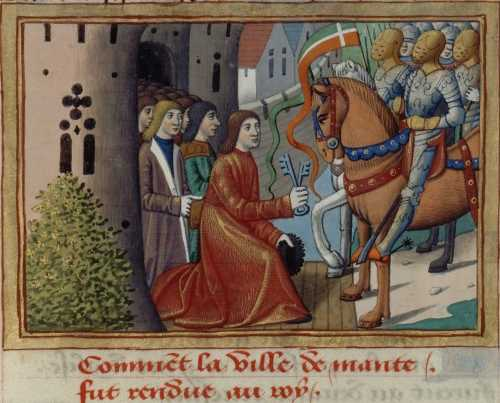
Capitularea orașului Mantes în 1449.

Teritoriul departamentului Yvelines a fost martorul multor conflicte în timpul Războiului de 100 de Ani. În 1316, orașele Mantes, Meulan, Bréval și Montchauvet au fost oferite de regele Filip V cel Lung unchiului său, Ludovic al Franței, conte de Évreux, ultimul fiu al lui Filip al III-lea cel Îndrăzneț. După moartea acestuia, orașul a trecut în posesia fiului său, Filip al III-lea, rege al Navarei și conte de Évreux, iar în 1343, la moartea acestuia, a revenit fiului său Carol al II-lea al Navarei, supranumit Cel Rău.
În 1346, raidul lui Eduard al III-lea a lovit puternic teritoriul. După ce au cucerit Normandia, englezii au ocupat și jefuit orașele din valea Senei, inclusiv Mantes, Meulan și Poissy, unde regele Angliei, Eduard al III-lea, s-a instalat încă din luna august, chiar înainte de bătălia de la Crécy. Între 13 și 16 august 1346, a avut loc raidul prințului de Wales, Eduard de Woodstock, fiul cel mare al lui Eduard al III-lea al Angliei, supranumit „Prințul Negru”, care, la doar șaisprezece ani, a pornit din Poissy, a incendiat abația Joyenval și castelul din Saint-Germain, continuându-și devastările spre est până la Bourg-la-Reine.
În 1364, Carol al V-lea atacă posesiunile lui Carol al II-lea al Navarei. Folosind ca pretext faptele reprobabile ale unor tâlhari retrași la Rolleboise, pe care pretinde că dorește să-i combată, Bertrand du Guesclin reușește să pătrundă în Mantes și să cucerească orașul pe 7 aprilie 1364, apoi Meulan pe 11 aprilie. Aceste teritorii vor fi restituite lui Carol al V-lea prin tratatul de la Avignon din 1365, în schimbul orașului Montpellier.
Căzută din nou sub dominația engleză, Mantes-la-Jolie nu este eliberată definitiv decât în 1449.

### Epoca modernă
În perioada 9-26 septembrie 1561, la inițiativa Caterinei de Medici, are loc colocviul cunoscut sub numele de Colocviul de la Poissy. Acesta reunește 46 de prelați catolici, 12 pastori protestanți și aproximativ 40 de teologi, având ca scop menținerea păcii religioase în Franța. Totuși, adunarea, care s-a prelungit la castelul din Saint-Germain-en-Laye, se încheie fără succes.
La 17 ianuarie 1562, Caterina de Medici îl determină pe regele Carol al IX-lea, în vârstă de doisprezece ani, să semneze edictul de la Saint-Germain, un edict de toleranță care le permite protestanților reformați să își practice religia în anumite condiții. Totuși, acesta nu împiedică izbucnirea războaielor religioase, care afectează și regiunea: în 1567, orașul Poissy este ocupat și jefuit de hughenoți.
În 1631, regele Ludovic al XIII-lea a construit primul castel de la Versailles pe locul unui pavilion de vânătoare achiziționat în 1624, iar în 1632 a dobândit drepturile senioriale asupra Versailles-ului.
În 1682, Ludovic al XIV-lea hotărăște să transfere Curtea la Versailles.
În 1760, Christophe-Philippe Oberkampf înființează la Jouy-en-Josas manufactura de țesături imprimate (cunoscute sub numele de toile de Jouy), care va deveni manufactură regală în 1783.
Versailles, orașul regelui și sediul guvernului, a fost și scena unor evenimente de importanță națională care au marcat prima fază a Revoluției în vara anului 1789. Pe 4 mai are loc deschiderea Stărilor Generale, care se constituie în Adunare Națională pe 17 iunie. Apoi, pe 20 iunie, deputații stării a treia, reuniți în sala Jeu de Paume, depun Jurământul din Sala Jeu de Paume, angajându-se să nu se despartă până nu vor fi redactat o Constituție scrisă pentru Franța. În cele din urmă, pe 9 iulie, Adunarea se proclamă Adunare Constituantă.
Începând din toamna anului 1789, Versailles este părăsit de rege, de Adunare și de administrații, care se mută la Paris. Orașul își pierde rapid jumătate din populație, ajungând la mai puțin de 27.000 de locuitori în 1806.
La 4 martie 1790, este creat departamentul Seine-et-Oise, având ca reședință orașul Versailles. Astfel, orașul recuperează administrația departamentală, care include o adunare de 36 de membri și un directoriu format din opt membri. Aceste organe de conducere erau însă supravegheate de „reprezentanți ai poporului în misiune”, care dețineau, în realitate, puterea efectivă.
La 9 septembrie 1792 și în zilele următoare, Versailles a fost scena unor masacre împotriva prizonierilor din Orléans, al căror convoi trecea prin oraș. Se estimează că numărul victimelor a fost de aproximativ 70.

### Epoca contemporană
În 1814, după prima abdicare a lui Napoleon, Versailles și o mare parte a regiunii Yvelines sunt ocupate de armata prusacă. Ocupația se repetă în 1815, după Cele o sută de zile, bătălia de la Waterloo și căderea definitivă a împăratului.
Pe 1 iulie 1815, bătălia de la Rocquencourt, câștigată de generalul francez Exelmans, nu a avut consecințe majore, deoarece statul major francez a decis să semneze armistițiul pe 3 iulie.
Războiul franco-prusac din 1870 a afectat în mod deosebit teritoriul regiunii Yvelines. Trupele prusace, care asediau Parisul, au intrat în Versailles încă din 2 septembrie 1870, supunând întregul departament la rechiziții și comițând represalii ca răspuns la atacurile franc-tireurilor. Mai multe sate au fost incendiate, printre care Mézières-sur-Seine, distrus pe 22 septembrie 1870.

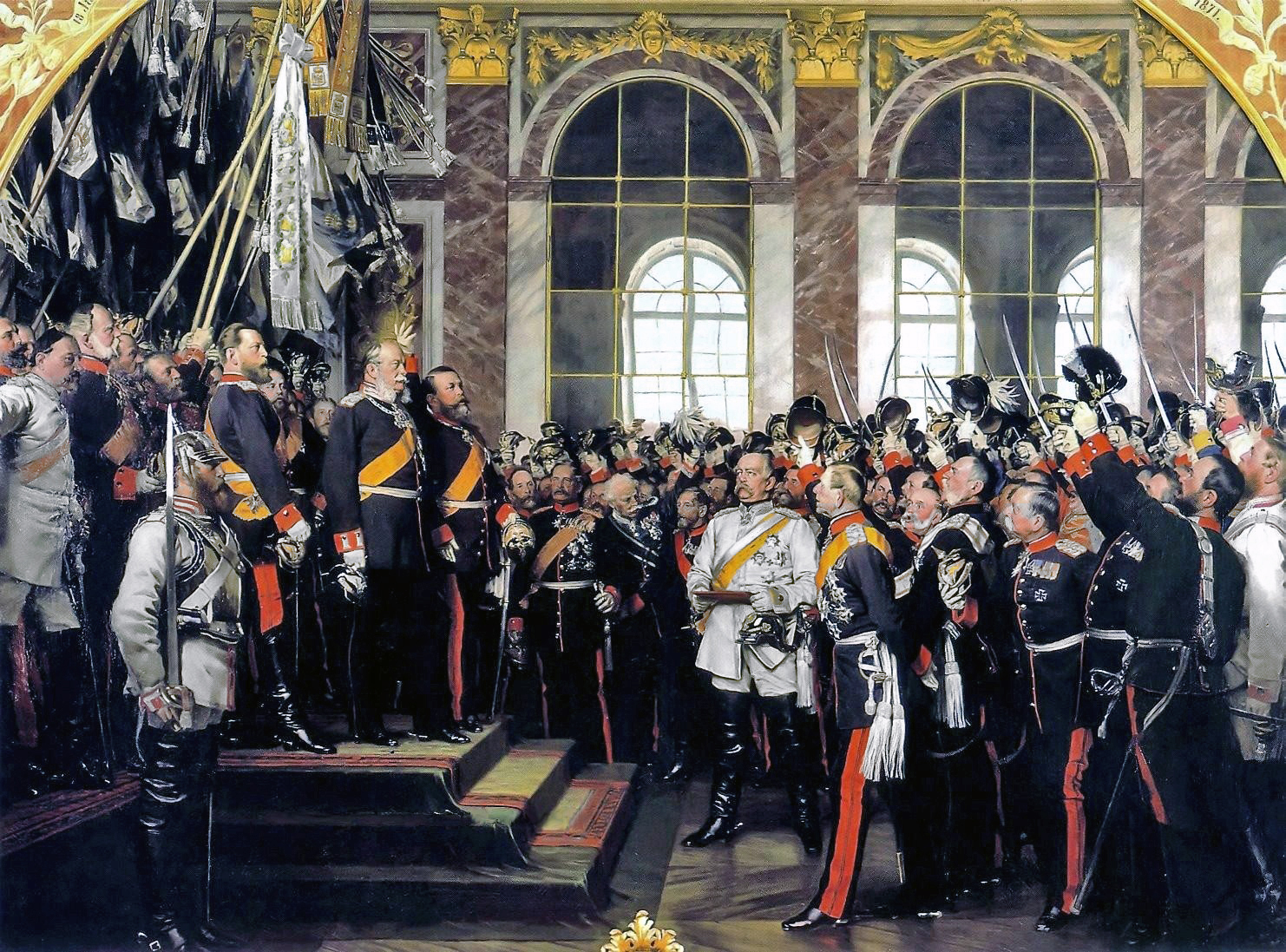
Proclamation de l'Empire allemand en 1871 de Anton von Werner (Bismarck-Museum - Friedrichsruh).

La 18 ianuarie 1871, regele Prusiei, Wilhelm I, se proclamă împărat al Germaniei în Galeria Oglinzilor de la Versailles.
Castelul Versailles a fost, ulterior, scena unui alt eveniment istoric major: semnarea, pe 28 iunie 1919, a Tratatului de la Versailles, care a pus capăt Primului Război Mondial între Aliați și Germania. Această alegere a fost dorită ca o revanșă de către Georges Clemenceau, ceremonia având loc în aceeași Galerie a Oglinzilor.
Tot în 1919, cu Austria-Ungaria a fost semnat Tratatul de la Saint-Germain, urmat în 1920 de Tratatul de la Trianon.
Între 1871 și 1879, guvernul celei de-a Treia Republici își are sediul la Versailles.
Ulterior, până în 1953, alegerea Președintelui Republicii de către cele două camere ale parlamentului are loc la Versailles de 17 ori.

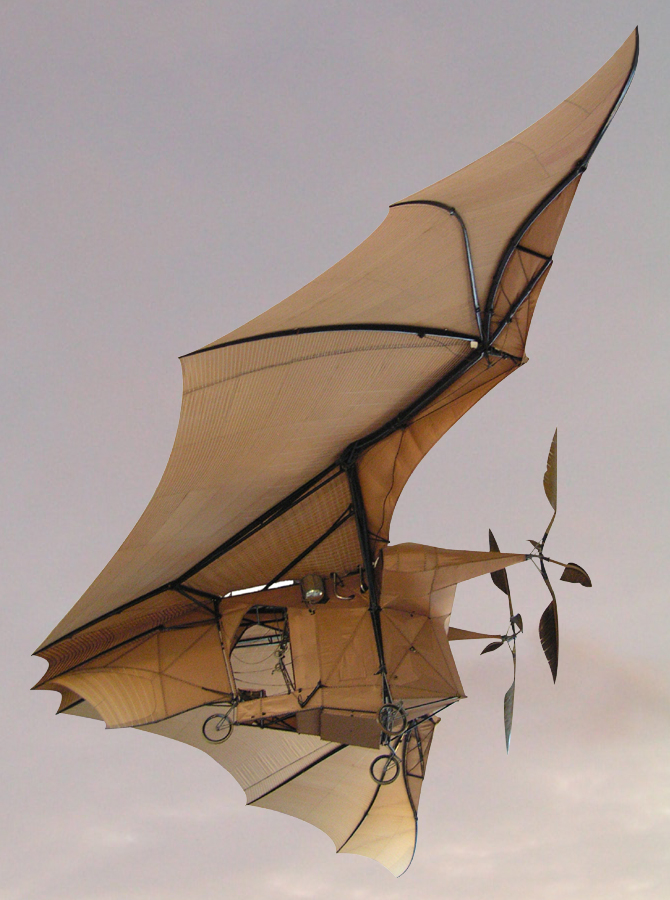
’Avion III (Clément Ader).

La cumpăna dintre secolele al XIX-lea și al XX-lea, regiunea Yvelines a fost martora unor momente importante din începuturile aviației.
În special, Clément Ader a realizat în 1890 unul dintre primele sale zboruri cu aparatul Éole pe platoul de la Satory (Versailles). Apoi, pe 14 octombrie 1897, a efectuat un zbor de 300 de metri cu Avion no 3. Încercarea s-a încheiat cu distrugerea aparatului, iar, lipsit de sprijin financiar din partea statului, Ader a fost nevoit să-și abandoneze cercetările.

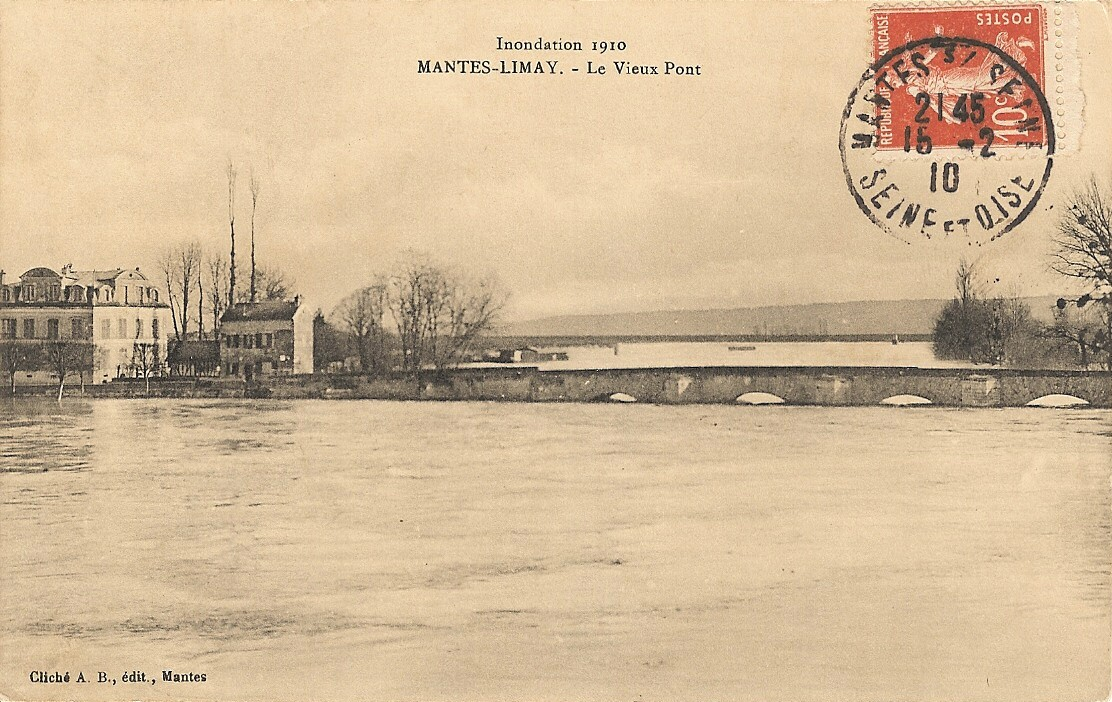
Inundația din 1910 la vechiul pod din Limay.

Anul 1910 este marcat de marea inundație a Senei, considerată inundația de referință centenară a fluviului. Aceasta a afectat localitățile riverane ale Senei între 20 ianuarie și 2 februarie.
În 1925, execuția lui Landru la Versailles marchează epilogul unei celebre afaceri criminale, care s-a desfășurat, printre altele, în localitățile Vernouillet și Gambais.
În timpul Celui de-al Doilea Război Mondial, regiunea Yvelines este ocupată de armata germană începând cu 13 iunie 1940, în condițiile în care cea mai mare parte a populației fugise din calea înaintării trupelor germane. Acest exod a lăsat majoritatea orașelor aproape pustii timp de câteva luni.
Astfel, la Versailles, din 60.000 de locuitori, au rămas doar 10.000.
Anul 1944 este marcat de bombardamentele aliate, care vizează în special podurile peste Sena, gările și zonele industriale. Unele dintre acestea au provocat numeroase victime civile, precum în Trappes, Mantes-la-Jolie, unde centrul vechi a fost devastat, și Versailles.
Eliberarea departamentului de către armata americană are loc între 19 și 29 august 1944. Aceasta este însoțită și de tragedii, cum ar fi masacrul a 27 de membri ai Rezistenței la Chatou, pe 25 august, cu o zi înainte de eliberarea orașului.
În 1951, cartierul general al comandamentului aliat în Europa (SHAPE – Supreme Headquarters Allied Powers Europe) se instalează  la Rocquencourt, unde a rămas până în 1967, anul în care a fost transferat în Belgia.

### De la Seine-et-Oise la Yvelines

Crearea departamentelor Paris, Hauts-de-Seine, Seine-Saint-Denis, Val-de-Marne, Essonne, Yvelines și Val-d'Oise din fostele departamente Seine și Seine-et-Oise în 1968.

Crearea departamentului Yvelines a fost decisă prin Legea nr. 64-707 din 10 iulie 1964, privind reorganizarea regiunii pariziene, care a dus la divizarea fostelor departamente Seine și Seine-et-Oise, create în 1790.
Noul departament cuprinde partea de vest a fostului Seine-et-Oise, adică aproape întreg teritoriul arondismentelor Mantes-la-Jolie (cu excepția cantonului Magny-en-Vexin), Saint-Germain-en-Laye (cu excepția cantonului Rueil-Malmaison) și Versailles, o mare parte din arondismentul Rambouillet, precum și o mică parte din arondismentul Pontoise (cantonul Houilles).
Departamentul Yvelines păstrează de la fostul Seine-et-Oise, din care provine, codul departamental 78, reședința la Versailles și stema.
Inițial, este împărțit în 31 de cantoane, însă ulterior acest număr este mărit la 39, pentru a reflecta evoluția demografică.
Prin Decretul nr. 67-792 din 19 septembrie 1967, data oficială de aplicare a acestei reforme a fost stabilită la 1 ianuarie 1968, moment în care a intrat în funcție noul consiliu general, ales în 1967.
Primul președinte al Consiliului General al Yvelines a fost Jean-Paul Palewski, consilier general al cantonului Saint-Germain-en-Laye și, totodată, deputat UDR al circumscripției a doua (Saint-Germain-en-Laye – Chatou). A rămas în funcție până la moartea sa, în decembrie 1976.
În anul următor, 1969, comunele Châteaufort și Toussus-le-Noble sunt atașate departamentului Yvelines, fiind desprinse din Essonne.
Poetul Jehan Despert este cel care a propus numele departamentului, inspirat din denumirea, pusă la plural, a vechii păduri Yveline, din care actualul masiv forestier Rambouillet este o relicvă.
Charles de Gaulle dorea ca noul departament să se numească „Versailles”, iar o altă propunere a fost „Val de Seine”. Totuși, numele sugerat de Jehan Despert a fost adoptat de Adunarea Națională în 1968, la propunerea lui Jean-Paul Palewski.

### Yvelines după 1968

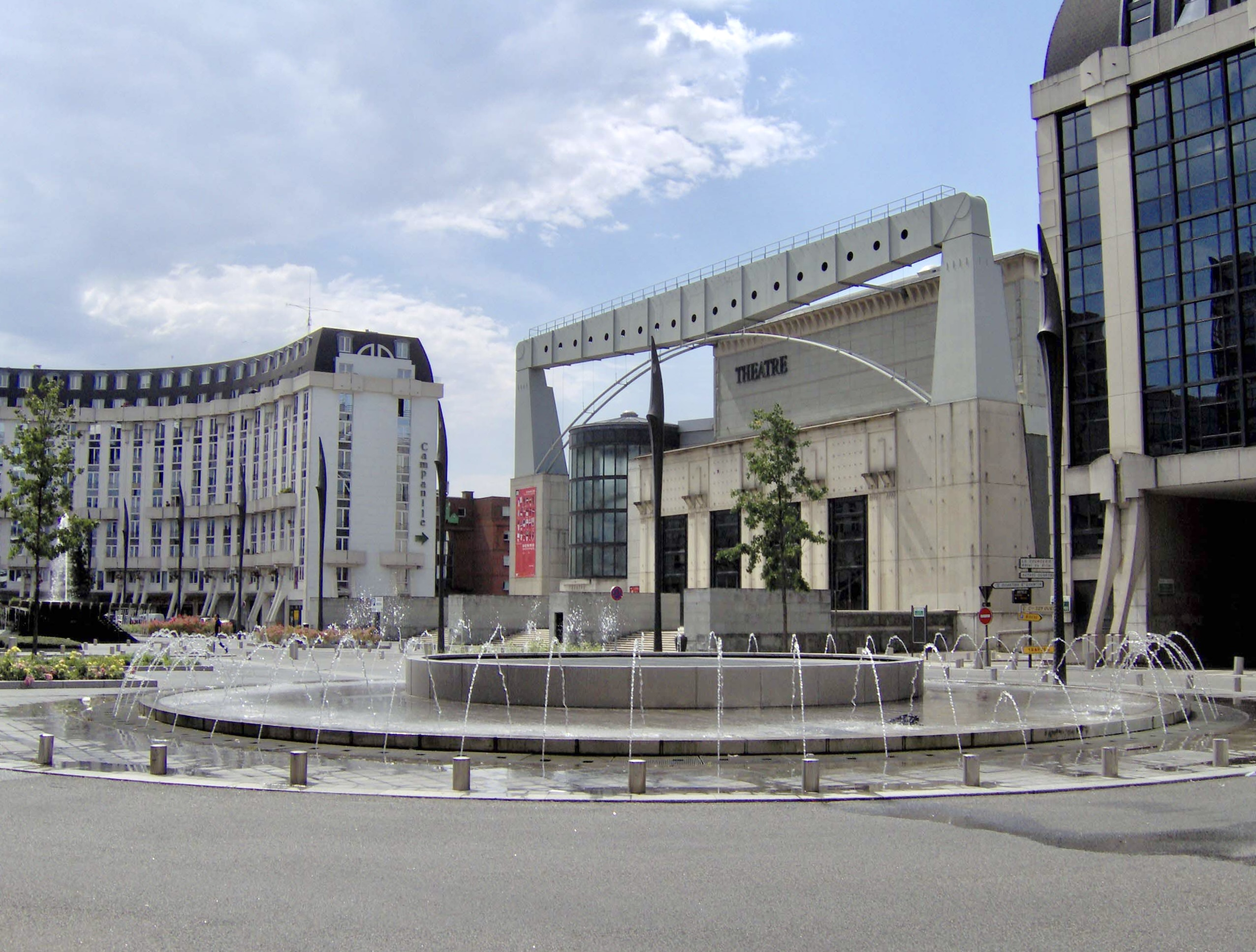
Place Georges Pompidou la Montigny-le-Bretonneux.

Creșterea demografică susținută, începută la începutul anilor 1960, a continuat și după crearea noului departament Yvelines. Aceasta s-a accentuat începând cu 1972, odată cu înființarea orașului nou Saint-Quentin-en-Yvelines, în aplicarea articolului 3 din Legea nr. 70-610 din 10 iulie 1970, care viza facilitarea creării de aglomerări urbane noi.
Două evenimente care au avut loc în Yvelines au stat la originea unor scandaluri politice cu impact național:
- În 1968, la Élancourt, a izbucnit afacerea Marković, un scandal legat de moartea suspectă a lui Stevan Marković, fostul gardian al actorului Alain Delon, implicând și nume din cercurile politice.
- În 1979, în pădurea Rambouillet, a fost descoperit corpul neînsuflețit al lui Robert Boulin, ministru al Muncii și protagonist al afacerii Robert Boulin, un dosar controversat privind cauzele morții sale, considerată oficial un suicid, dar suspectată de unii ca fiind o crimă cu motivație politică.

Departamentul Yvelines a găzduit primul summit G6 al celor mai industrializate țări în 1975, la castelul Rambouillet, iar apoi al optulea summit G7, în iunie 1982, la castelul Versailles.
De asemenea, Parlamentul francez s-a reunit în Congres la Versailles de șaisprezece ori începând din 1968.
Învățământul superior universitar s-a dezvoltat în Yvelines începând din 1985, odată cu înființarea unor filiale ale universităților pariziene la Versailles și Saint-Quentin-en-Yvelines. În 1991, sunt create Universitatea Versailles-Saint-Quentin-en-Yvelines și IUT de Vélizy-Rambouillet, urmate în 2001 de IUT de Mantes-la-Jolie.
La sfârșitul anului 2006, un nou sediu pentru Școala Națională de Muzică este inaugurat la Mantes-la-Jolie.
În domeniul cultural:
- În 1976, este fondat Muzeul Departamental Maurice Denis „Le Prieuré” la Saint-Germain-en-Laye.
- În 2003, Arhivele departamentale sunt mutate într-o clădire nouă la Montigny-le-Bretonneux, adaptată pentru conservarea documentelor.

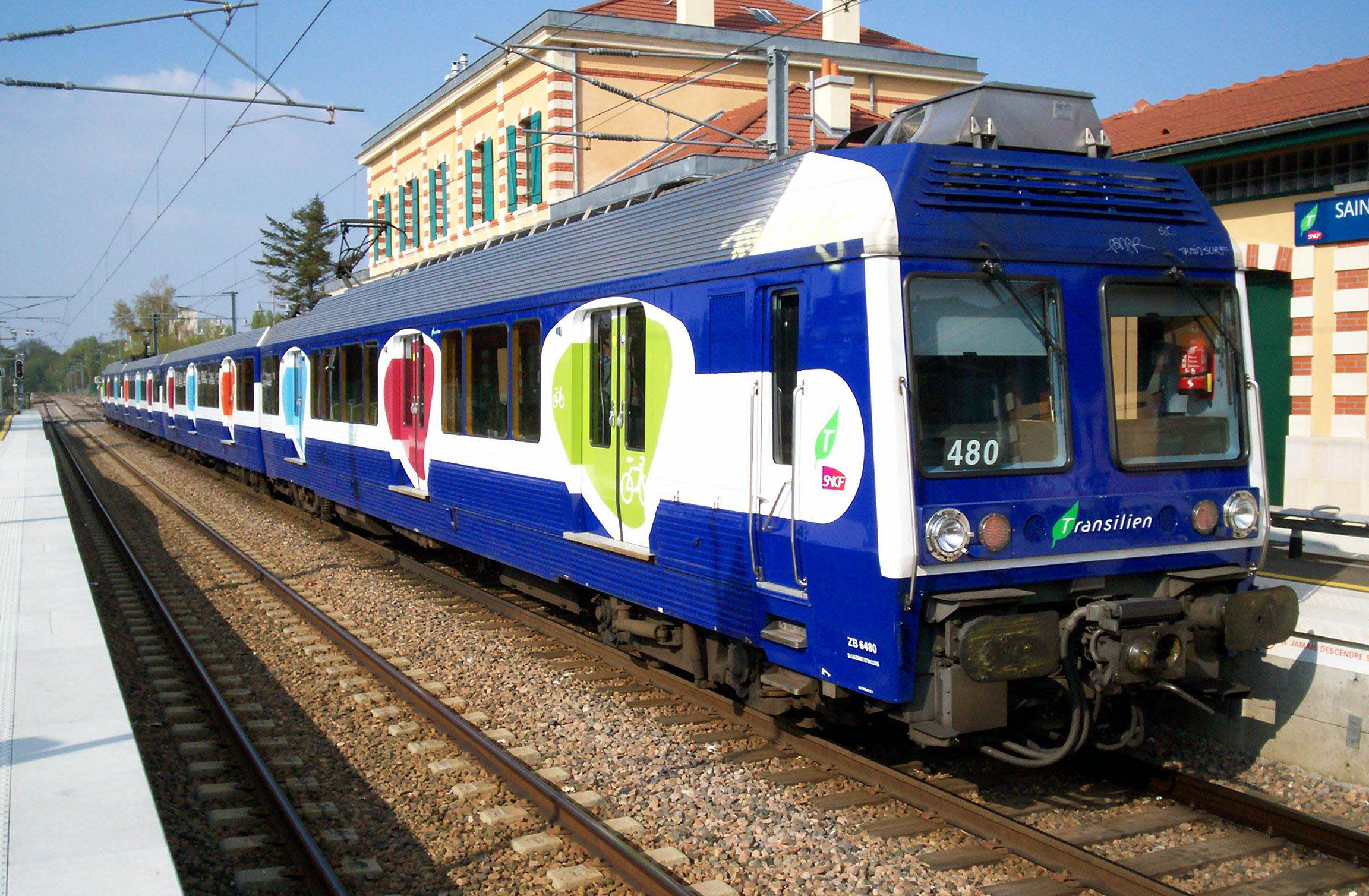
tren Z6400 în gara Saint-Germain-GC.

Diferite infrastructuri sunt create sau amenajate. Portul fluvial Limay-Porcheville este deschis în 1970. SNCF finalizează electrificarea rețelei, în special pe secțiunile Plaisir-Épône în 1977 și Plaisir-Dreux în 1984 (pentru care se adoptă curentul alternativ monofazat de 25 kV 50 Hz) și redeschide un tronson de 10 km din Marea Centură de Vest în 2004. În anii 1990, drumul național 12 este transformat în drum expres, A14 este dată în folosință (1996). A86 este completată cu un tronson subteran în 2009. Linia de tramvai T6 va ajunge la Viroflay în 2013. Pe lângă viaductele A14, sunt create două noi traversări rutiere ale Senei, la Mantes-la-Jolie (ocolire est, 1993) și la Triel-sur-Seine (2003). Începând cu 2002, departamentul implementează o rețea de comunicații prin fibră optică de mare viteză, conectând principalele situri economice, științifice și universitare.
În noiembrie 2005, valul de violență urbană care a afectat suburbia pariziană nu a ocolit departamentul Yvelines, unde se află mai multe „cartiere sensibile”. Deși nu au existat victime, revoltele au cuprins toate aceste cartiere din Achères, Les Mureaux, Mantes-la-Jolie, Sartrouville, Trappes și Chanteloup-les-Vignes. Starea de urgență a fost declarată pe întreg teritoriul metropolitan pe 9 noiembrie, inițial pentru 12 zile, apoi prelungită cu trei luni. De atunci, incidente au continuat să aibă loc sporadic.

## Demografie
Populația departamentului Yvelines a cunoscut o creștere puternică de la înființarea sa (aproape s-a dublat între 1962 și 1999). Această creștere, intensă până la mijlocul anilor 1970, s-a încetinit ulterior, rata medie anuală de creștere scăzând de la 3,45 % între 1968 și 1975 la 0,39 % între 1990 și 1999, 0,43 % între 1999 și 2006 și 0,25 % între 2006 și 2013. Această evoluție a fost determinată inițial de un sold migratoriu puternic pozitiv până în 1975, care apoi a slăbit treptat, devenind negativ începând cu 1990, precum și de un sold natural care s-a menținut în jur de 1 % pe an, dar care a început să scadă din 1999.
| An        | 1968    | 1975      | 1982      | 1990      | 1999      | 2006      | 2014      | 2022      |
| --------- | ------- | --------- | --------- | --------- | --------- | --------- | --------- | --------- |
| Populație | 853 386 | 1 082 255 | 1 196 111 | 1 307 150 | 1 354 304 | 1 395 804 | 1 449 398 | 1 470 778 |

## Cultură locală și patrimoniu

### Patrimoniu natural

#### Situri protejate
Departamentul Yvelines include două rezervații naturale naționale („Coteau de la Seine” și „Étang de Saint-Quentin”), cinci rezervații naturale regionale („Boucle de Moisson”, „Domaine d'Ors”, „Étangs de Bonnelles”, „Île l'Aumône”, „Prés du marais et clos de la Salle” și „Val et coteaux de Saint-Rémy”) și nouă situri naturale incluse în rețeaua Natura 2000. Acestea sunt considerate situri excepționale datorită diversității biologice pe care o găzduiesc și care trebuie conservată. Ele sunt concentrate, pe de o parte, în nord-vestul departamentului, în valea Senei, în jurul buclei de Moisson, și, pe de altă parte, în pădurea Rambouillet.
În cadrul „schemei departamentale a spațiilor naturale” (în franceză Schéma départemental des espaces naturels - SDEN) adoptate în 1994, departamentul Yvelines a inclus în zona de preempțiune 30 000 de hectare de spații naturale sensibile.
Departamentul Yvelines cuprinde, de asemenea, 154 de situri protejate (41 % clasate, 59 % înscrise) conform legii din 2 mai 1930, referitoare la protecția monumentelor naturale și a siturilor de interes artistic, istoric, științific, legendar sau pitoresc. Aceste situri acoperă 47 000 de hectare, reprezentând 21 % din suprafața departamentului.
Dintre siturile clasate se numără, pe lângă numeroase parcuri de castele, câmpia Versailles (care protejează perspectiva spre vest a castelului Versailles), câmpia Jonction (situată între pădurile Marly și Saint-Germain-en-Laye) și valea Chevreuse.

#### Păduri

Pădurile din Yvelines.

Pădurile din departamentul Yvelines acoperă aproape 68 000 de hectare, reprezentând aproximativ 30 % din suprafața totală a departamentului, ceea ce îl face cel mai împădurit departament din Île-de-France.
Dintre acestea, se numără:
- 24 000 de hectare de păduri domeniale, administrate de Oficiul Național al Pădurilor (Office national des forêts - ONF, regiunea Île-de-France - Nord-Vest),
- 1 500 de hectare de păduri regionale,
- 1 300 de hectare de păduri departamentale.

Proprietatea pădurilor și a terenurilor împădurite din departamentul Yvelines este distribuită aproximativ după un raport de 1/3 public - 2/3 privat. Conform datelor din 1994, această repartizare este următoarea:
- 33 % aparțin statului,
- 3 % sunt deținute de alte colectivități,
- 64 % sunt proprietăți private.

Cea mai mare pădure din departamentul Yvelines este pădurea Rambouillet, care se întinde pe peste 20 000 de hectare și acoperă teritoriul a 29 de comune. Aceasta primește anual între 10,7 și 17,3 milioane de vizitatori (conform datelor din 1998-1999), ceea ce o plasează pe locul al doilea între pădurile din Île-de-France, după pădurea Fontainebleau, în ceea ce privește numărul de vizitatori.

#### Parcuri și grădini
Departamentul Yvelines are numeroase parcuri și grădini, în special parcuri de castele, dintre care multe sunt deschise publicului. Patru dintre acestea fac parte dintr-un domeniu național:
- Parcul Versailles,
- Parcul Rambouillet,
- Parcul Saint-Germain-en-Laye,
- Parcul Marly-le-Roi.

În departamentul Yvelines, 44 parcuri și grădini sunt protejate ca monumente istorice.
Parcul Versailles, care se întinde pe 815 hectare, este alcătuit din două părți:
- „Petit Parc” (Parcul Mic), care include parterele florale în stil francez și parterul de apă situat în fața terasei castelului, precum și boschetele care se întind până la Grand Canal.
- „Grand Parc” (Parcul Mare), care cuprinde:
  - Două întinderi mari de apă: Grand Canal (22 hectare) și Pièce d'eau des Suisses (13 hectare),
  - Pădurea traversată de alei drepte care se intersectează în formă de stea,
  - Grădinile de la Grand Trianon și Petit Trianon,
  - Satul Reginei (Hameau de la Reine),
  - Grădina de legume a Regelui (Potager du Roi).

Parcul Balbi din Versailles și arboretumul Chèvreloup din Rocquencourt se află în apropierea Parcului Versailles.
Arboretumul Chèvreloup, care este în prezent administrat de Muzeul Național de Istorie Naturală din Paris, făcea parte în trecut din „Grand Parc” al Versailles-ului.
Dintre parcurile castelelor, se remarcă în special:
- Parcul castelului Breteuil,
- Parcul castelului Dampierre, proiectat de Le Nôtre,
- Parcul castelului Groussay, care conține numeroase fabrique de jardin (elemente decorative specifice grădinilor pitorești).

Désert de Retz din Chambourcy, o grădină anglo-chineză de la sfârșitul secolului al XVIII-lea, achiziționată de comuna în 2007, mai păstrează șapte dintre cele șaptesprezece fabrique de jardin originale.
Departamentul Yvelines are două parcuri zoologice:
- Parcul animalier de Thoiry, al doilea cel mai vizitat sit turistic din departament,
- Rezervația zoologică de Sauvage, situată la Château Sauvage în Émancé.

Numeroase parcuri municipale sunt, de asemenea, demne de interes, printre care:
- Parcul Meissonier din Poissy,
- Parcul des Missionnaires din Fontenay-le-Fleury,
- Parcul des Ibis din Le Vésinet,
- Grădina Gogottes și Parcul Sources de la Bièvre din Guyancourt, etc.

Următoarele parcuri și grădini din departamentul Yvelines au primit labelul „Jardin remarquable de France”:
- Parcul castelului Breteuil (Choisel),
- Parcul castelului Groussay (Montfort-l'Amaury),
- Domeniul național Rambouillet,
- Domeniul național Saint-Germain-en-Laye,
- Parcul castelului Thoiry,
- Domeniul național Versailles,
- Grădina de legume a Regelui (Potager du Roi)

31 comune din departamentul Yvelines au fost recompensate pentru eforturile lor de înfrumusețare și înverzire în cadrul concursului „Villes et Villages Fleuris”.
Dintre acestea, trei comune se remarcă prin clasificarea de patru flori:
- Le Chesnay,
- Le Vésinet,
- Vélizy-Villacoublay.

#### Arbori remarcabili

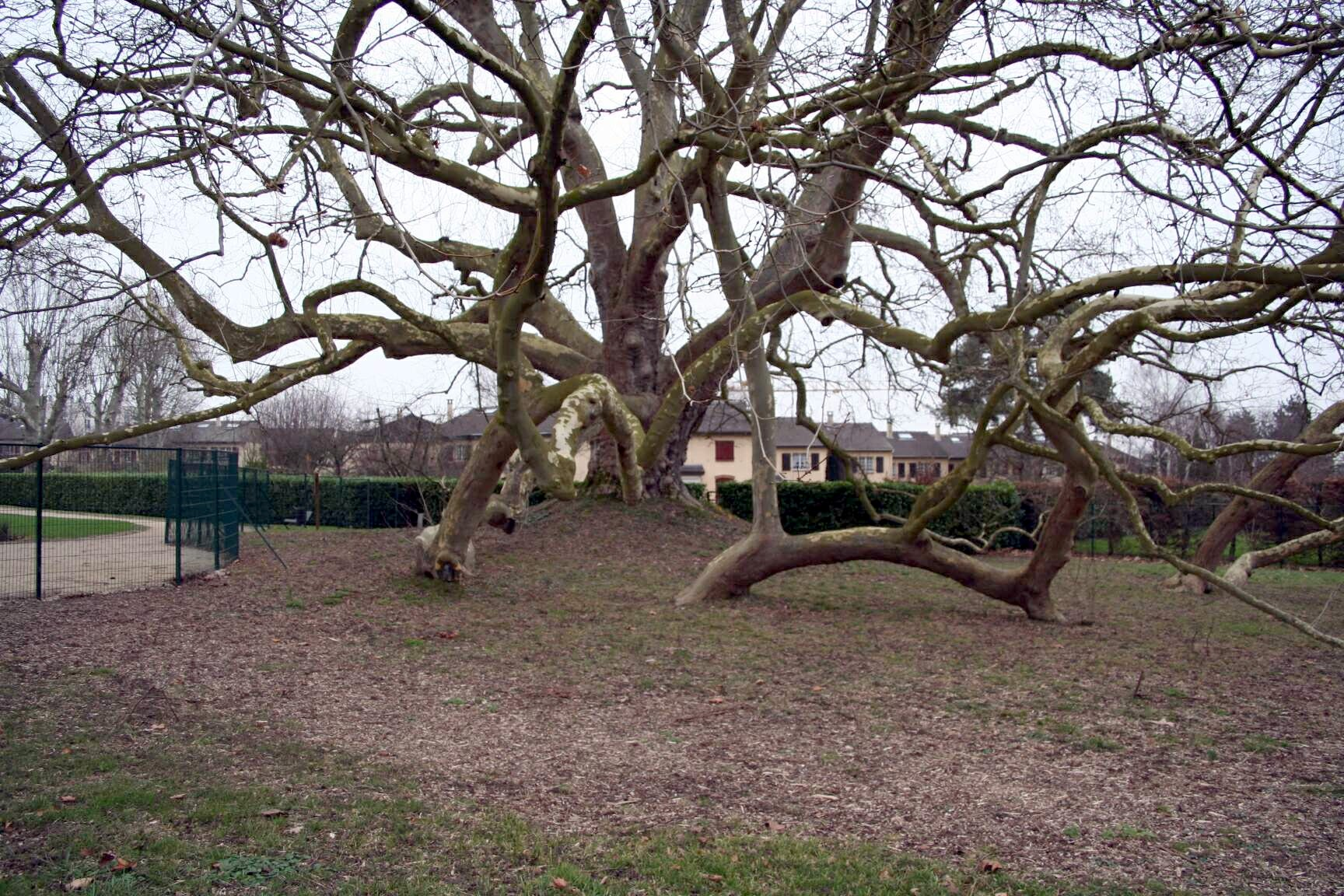
Arborele Dianei iarna.

În departamentul Yvelines au fost inventariați mai mulți arbori remarcabili, printre care:
- Arborele Dianei (Les Clayes-sous-Bois), un platan plantat în 1556 de Diane de Poitiers,
- Castanii din Tournebride (La Celle-Saint-Cloud), imortalizați într-o pictură de Alfred Sisley în 1867,
- Stejarul Englezilor (pădurea Saint-Germain-en-Laye), la poalele căruia regele Iacob al II-lea al Angliei, aflat în exil, obișnuia să se roage,
- Stejarul Fecioarei (Viroflay), venerat din 1859 după o epidemie de holeră.

### Patrimoniu arhitectural
Având în vedere caracterul lor istoric și densitatea patrimoniului arhitectural, centrele vechi din Saint-Germain-en-Laye și Versailles sunt clasificate ca sectoare protejate (secteurs sauvegardés).
Aceste două sectoare fac obiectul unor planuri de conservare și valorizare (PSMV - Plans de Sauvegarde et de Mise en Valeur), care înlocuiesc documentele de urbanism obișnuite (POS/PLU).
- Sectorul protejat din Versailles, aprobat în 1993, se întinde pe 246 de hectare, inclusiv o extindere de 81 de hectare aprobată în 1995. Acesta include cartierele Notre-Dame și Saint-Louis, dar nu cuprinde castelul și domeniul național, care sunt deja clasificate integral ca monumente istorice[90].
- Sectorul protejat din Saint-Germain-en-Laye, aprobat în 1963, acoperă 64 de hectare.

De asemenea, două alte orașe din departamentul Yvelines — Rambouillet și Saint-Quentin-en-Yvelines — au primit labelul „Villes et Pays d'Art et d'Histoire” (Orașe și Ținuturi de Artă și Istorie).
Departamentul are 512 monumente istorice. Dintre acestea, cincizeci și unu de castele și nouăzeci și patru de monumente religioase, răspândite pe teritoriul departamental, beneficiază de clasificare sau înscriere în lista monumentelor istorice.
Castelul Versailles și parcul său sunt unul dintre cele 33 de situri franceze înscrise pe lista patrimoniului mondial UNESCO.

#### Arhitectură civilă
Pe Sena, doar trei poduri vechi mai sunt vizibile, cel puțin parțial, în departamentul Yvelines, toate podurile fiind distruse de aviația aliată în 1944. Este vorba despre vechiul pod din Limay, construit în secolele al X-lea și al XII-lea, căruia îi lipsesc două arcade distruse de geniul militar francez în 1940, despre podul din Poissy, construit în secolul al XII-lea, bombardat la 26 mai 1944, din care au mai rămas doar trei arcade pe partea Poissy și câțiva piloni, și despre podul aux Perches, construit în secolul al XII-lea, la Meulan, între malul drept și insula Fort.
Yvelines este un ținut al castelelor, de la castelele fortificate ale seniorilor feudali, aflate în stare de ruină, la castelele regale, la castelele nobililor numeroși care s-au stabilit în acest teritoriu la vest de Paris începând cu secolul al XVI-lea, și la conacele burgheze, în special din secolul al XIX-lea.
Cel mai bine conservat dintre castelele fortificate este castelul La Madeleine din Chevreuse (secolul al XI-lea), care găzduiește astăzi sediul parcului natural regional al înaltei văi a Chevreuse. Mai multe donjoane sunt încă vizibile, printre care donjonul din Houdan, turnul Anne de Bretagne din Montfort-l'Amaury și turnul Montjoie din Conflans-Sainte-Honorine.
Castelul Versailles, împreună cu anexele sale, Marele Trianon și Micul Trianon, este de departe cel mai cunoscut și cel mai vizitat monument din Yvelines. Castelul Saint-Germain-en-Laye și cel din Rambouillet sunt alte castele regale bine conservate, în timp ce din castelul Marly (sfârșitul secolului al XVII-lea), construit de Ludovic al XIV-lea pentru a scăpa, alături de invitații săi, de rigorile curții de la Versailles, nu a mai rămas decât parcul.
Alte castele remarcabile: castelul Breteuil din Chevreuse, castelul Dampierre din Dampierre-en-Yvelines (sfârșitul secolului al XVII-lea), castelul Maisons din Maisons-Laffitte, capodoperă a stilului clasic francez, realizată de François Mansart, castelul Neuville din Gambais (secolul al XVI-lea), castelul Rosny, construit la sfârșitul secolului al XVI-lea de Sully, și castelul Thoiry, cunoscut și pentru parcul său zoologic.
Secolul al XX-lea a îmbogățit, de asemenea, patrimoniul arhitectural al departamentului Yvelines prin numeroase realizări atât în domeniul industrial, cât și în cel rezidențial. S-au remarcat arhitecți precum Bernard Zehrfuss (uzina Renault din Flins și cartierul muncitoresc din Élisabethville) sau Kevin Roche, căruia i se datorează „Challenger”, sediul companiei Bouygues din Guyancourt. Orașul nou Saint-Quentin-en-Yvelines reunește numeroase exemple de arhitectură modernă.
Unele lucrări au fost clasificate drept monumente istorice, printre care Vila Savoye (Poissy), proiectată de Le Corbusier, vila Paul Poiret (Mézy-sur-Seine), realizată de Robert Mallet-Stevens, casa Louis Carré (Bazoches-sur-Guyonne), opera lui Alvar Aalto, sau vila Bomsel (Versailles), proiectată de André Lurçat. În domeniul locuințelor colective, cartierul muncitoresc „Dents de Scie” din Trappes (1931, arhitecți Henry și André Gutton) este, de asemenea, un exemplu remarcabil.

#### Arhitectură religioasă
Teritoriul departamentului Yvelines s-a împânzit de biserici începând cu secolul al X-lea. Printre cele mai remarcabile și mai vechi monumente se numără biserica Notre-Dame din Poissy, construită începând cu secolul al XII-lea în stil romanic, apoi gotic, și care se distinge prin cele două clopotnițe ale sale, biserica Notre-Dame din Mantes-la-Jolie, ridicată pe malul Senei în secolele al XII-lea și al XIII-lea, în stil gotic, asemănătoare cu Notre-Dame din Paris, dar fără transept, precum și alte biserici mai puțin importante, cum ar fi biserica Saint-Martin din Triel-sur-Seine sau biserica Saint-Nicolas din Maule.
Biserica Sainte-Anne de Gassicourt (Mantes-la-Jolie) este un exemplu tipic de artă romanică în Yvelines, datând din secolele al X-lea și al XI-lea.
Ridicate în secolele al XVII-lea și al XVIII-lea, odată cu dezvoltarea orașului Versailles, biserica Notre-Dame și catedrala Saint-Louis sunt opera lui Jules Hardouin-Mansart și, respectiv, a nepotului său, Jacques Hardouin-Mansart de Sagonne. Cea din urmă a devenit sediul episcopiei din 1790, anul înființării diecezei în limitele departamentului Seine-et-Oise, dar a fost consacrată catedrală abia în 1843.
Printre edificiile mai moderne, biserica Sainte-Thérèse-de-l'Enfant-Jésus din Élisabethville (comuna Aubergenville), construită în 1928 și astăzi dezafectată, este prima biserică realizată în întregime din beton sculptat. Biserica Notre-Dame-du-Chêne din Viroflay, construită în 1966, se remarcă prin șarpanta sa din lemn, având forma unei imense carene de navă răsturnată.